# Caverna da Tapagem
Caverna da Tapagem (Špilja misterija), također Caverna do Diabo (Đavolja špilja), špilja je smještena unutar državnog parka Caverna do Diabo pored državnog turističkog parka Alto Ribeira, u općini Eldorado, Iporanga, 280 km od São Paula, Brazil. To je druga najduža špilja u državi São Paulo i vrhunac onoga što lokalni vodiči nazivaju "Kružni Disneyland", što je niz obiteljskih atrakcija u kojima mogu uživati ljudi svih dobi.

## Opis
Početak formiranja špilje istraživači procjenjuju na prije oko 600 milijuna godina, u razdoblju prekambrija. Danas je skoro 10 km galerija i dvorana već mapirano, a sve su bogate speleotemama. Od 6.237 metara špilje čiji je ulaz visok oko 40 metara, već je istraženo 3.200 metara, od čega je samo 700 metara slobodno za turiste. Dubina je 152 s jedne strane špilje na drugu. Cijeli ovaj prostor ima ozvučenje i rasvjetu, šetnice, stepenice i rukohvate za sigurnost.
Špilja sadrži brojne kamene zastore, stupove, tornjeve, sedre, stalaktite, stalagmite i kalcitne kaskade koji intrigiraju stručnjake i turiste koji pokušavaju odgonetnuti misterije mjesta. Ponekad je za svladavanje prepreka potrebno koristiti užad kako biste bili sigurni da stojite na sigurnom tlu. Unutar špilje tišinu narušava samo voda koja klizi po stijenama. Najzanimljivije formacije mogu se vidjeti u dvorani poznatoj kao "Katedrala". Neki od tih oblika bili su ovjekovječeni s pomalo čudnim imenima poput Čuvara, Snjeguljice, Groblje, Tri kralja, Hram propasti, Đavolji kotao i Toranj u Pisi. Svaka grupa turista se formira od 12 posjetitelja, u razmacima od 20 minuta, a svaki se u špilji može zadržati najviše 60 minuta.

## Legende
Otkrio ju je 1886. godine istraživač Sigismund Ernst Richard Krone, špilja je tada nazvana Caverna da Tapagem, što znači "misteriozno mjesto". Neke su legende zaslužne za pojavu najpopularnijeg pseudonima Đavolja špilja oko 1964., jer su Indijanci koji su nastanjivali blizinu špilje vjerovali da će se, ako ih pogode kapi vode sa stropa, pretvoriti u kamen. Za njih su čudne geološke formacije koje su privukle njihovu pozornost zapravo bili ljudi i druge životinje koje su se skamenile od neprestanog kapanja u špilji. Oni koji su kasnije naselili mjesto, također su vjerovali da su zvukovi koji se čuju na ulazu u špilju bili jauci izgubljenih duša koje je đavao kaznio.

## Galerija
- Unutar Vražje pećine.
- Još jedan pogled na špilju.
- Djelomičan pogled na toranj u Pisi.
- Unutar pećine nastali su stalaktiti.
- Još jedan pogled na špilju.

## Vanjske poveznice
|  | Zajednički poslužitelj ima još gradiva o temi Caverna da Tapagem |